# Von Bock-huset

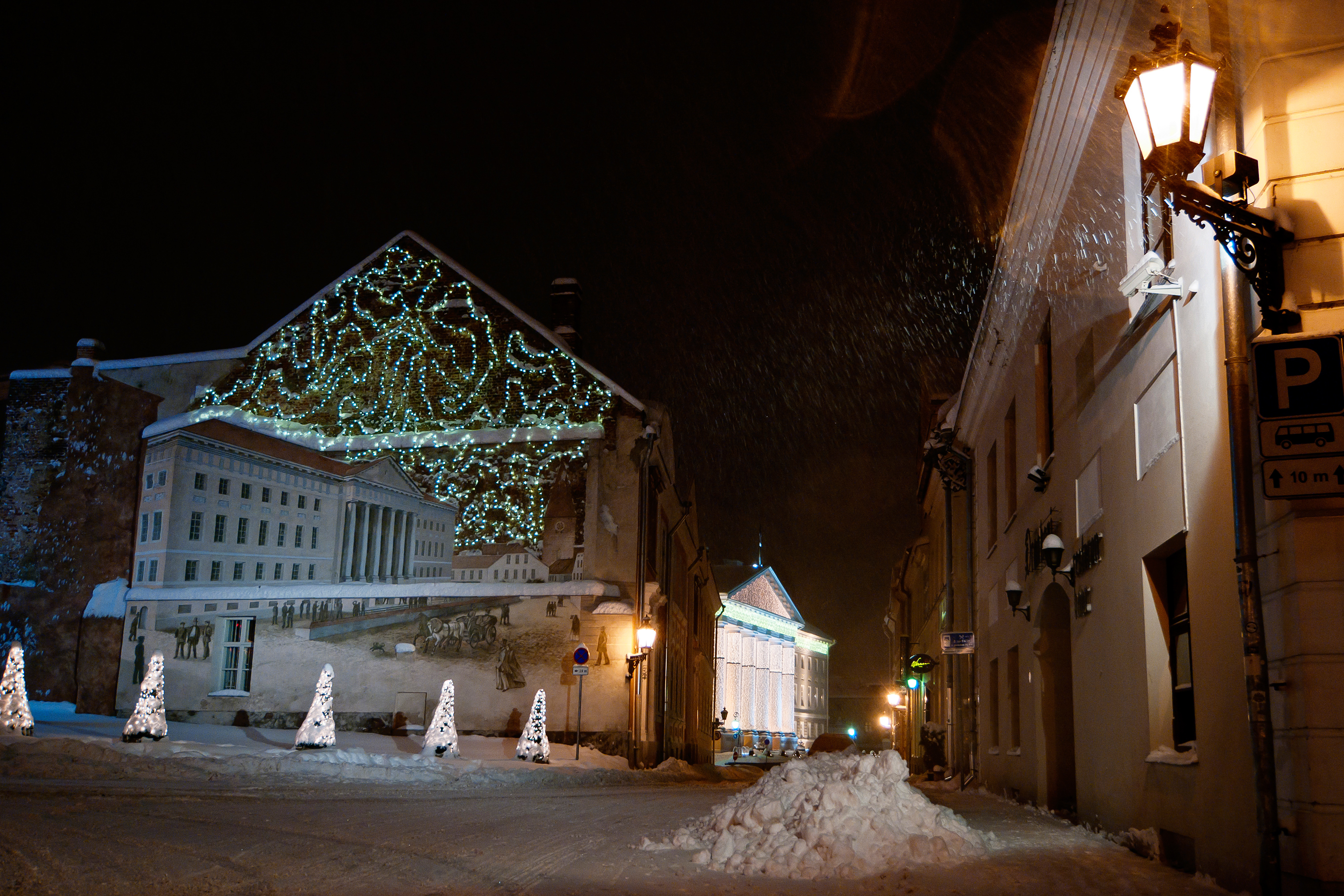
von Bock-huset med julbelysning

von Bock-huset (estniska: Von Bocki maja) ligger vid Ülikooligatan i Tartu i Estland. Byggnaden ägs av Tartu universitet och ligger vid samma gata som universitetets huvudbyggnad. von Bock-huset har en väggmålning på en yttermur, med Tartu universitets huvudbyggnad som motiv.

## Historik
Byggnaden uppfördes efter den stora stadsbranden i Tartu 1775, vilken förstörde den centrala stadens träbyggnader. Arkitekt var Johann Heinrich Bartholomäus Walter, som också arbetade med Tartus rådhus i grannskapet. Huset uppfördes för Christina Wilcke och var någorlunda färdigt 1780.
von Bock-huset har sitt namn efter översten Magnus Johann von Bock a.d.H Suddenbach, som också varit ägare av huset. Familjen Bock hade sitt residens på Saare herrgård. Den ursprungliga byggnaden har angivits ha måtten 147 x 45 fot (Rhenlandet), varvid en rhenländsk fot = 0,3137 meter. Familjen Bock lät Tartu universitet att använda byggnaden, och för detta ändamål byggdes huset ut 1783–1786 med bibliotek och undervisningslokaler.
Magnus Johann von Bock dog 1807, och byggnaden köptes senare av Tartu universitet 1839. Byggnaden hade över tiden olika användning, bland annat för den medicinska fakulteten, veterinärutbildningen och som bibliotek för Sällskapet Estlands Lärda, som grundades 1839 i syfte att lyfta estländsk kultur.

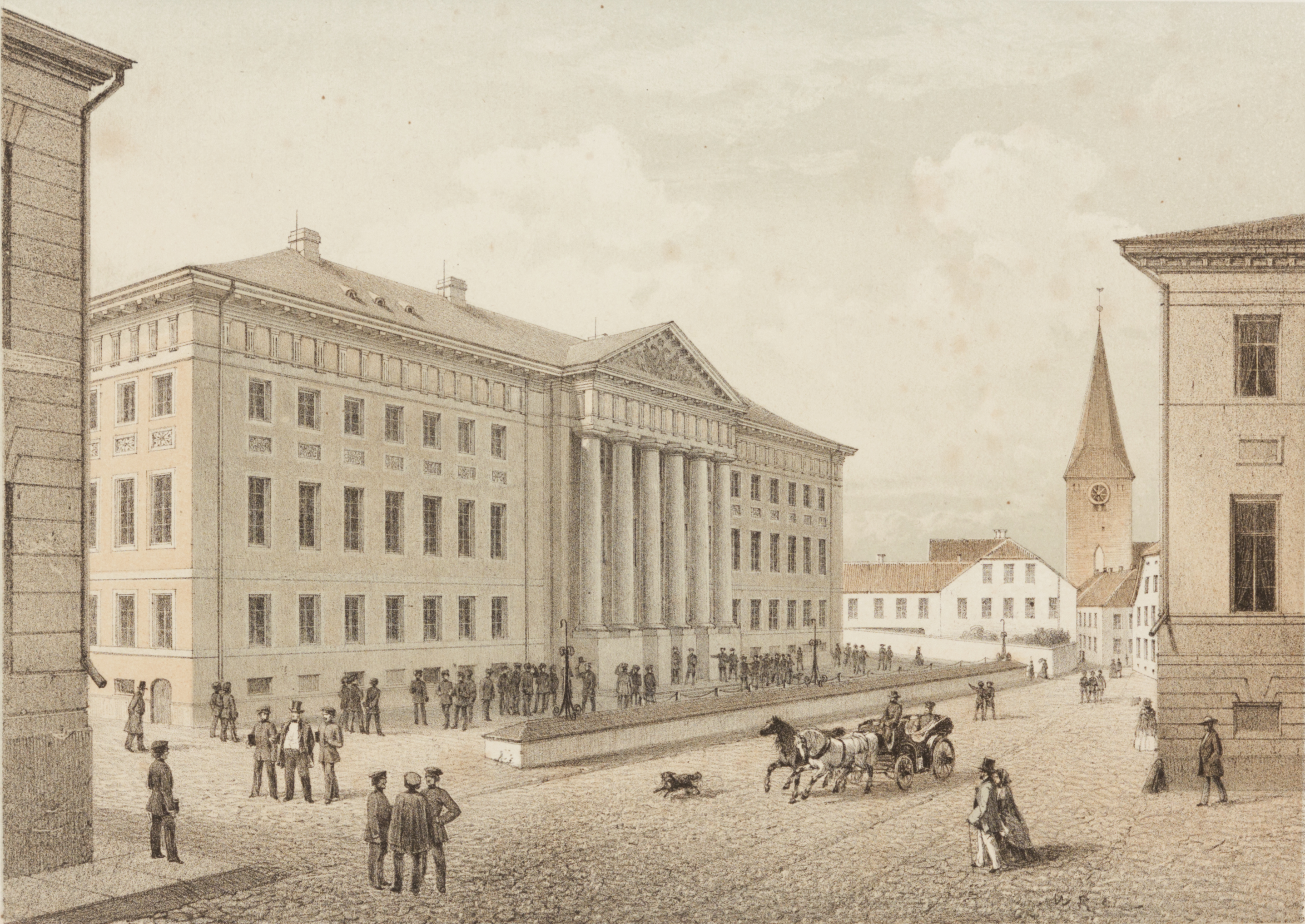
Louis Höflingers litografi från 1860 av Tartu universitets huvudbyggnad

von Bock-huset ägs fortfarande av Tartu universitet, och den reoverades 2006–2007. Arkitekten Merje Müürisepp lät restaurera husfasaden till ljusgult, medan resten av huset målades mörkrosa. På en brandvägg gjordes en målning, som är en reproduktion av en litografi av Louis Höflinger. Denna visar i detalj hur universitetets huvudbyggnad såg ut 1860. Husmålningen skapades av studenter under ledning av universitetsanställda.
Det går att samtidigt se muralmålningen och universitetets fasad.